# Tatjana Jelača
Tatjana Jelača (Serbia, 10 de agosto de 1990) es una atleta serbia, especialista en la prueba de lanzamiento de jabalina en la que llegó a ser subcampeona europea en 2014.

## Carrera deportiva
En el Campeonato Europeo de Atletismo de 2014 ganó la medalla de plata en el lanzamiento de jabalina, llegando hasta los 64.21 metros que fue récord nacional serbio, siendo superada por la checa Barbora Špotáková (oro con 64.41 metros) y por delante de la alemana Linda Stahl (bronce con 63.91 metros).